# Palais Hohenlohe
Das Palais Hohenlohe-Dobner-Dobenau befindet sich im 4. Wiener Gemeindebezirk, Wieden, in der Theresianumgasse 33 nahe dem Theresianum.

## Geschichte
Das Palais Hohenlohe-Dobner-Dobenau wurde 1831 vom Architekten Anton Grünn als frühhistoristisches Palais im Stil der Neu-Wiener Renaissance erbaut. Es umfasste den langen, 15-achsigen Straßentrakt und einen Hoftrakt auf der rechten Seite. 1851 wurde der linke Hoftrakt von Andreas Luckeneder angefügt. 1861 kaufte Prinz Konstantin zu Hohenlohe-Schillingsfürst, damals Flügeladjutant, von 1866 bis zu seinem Tod 1896 Erster Obersthofmeister von Kaiser Franz Joseph I., das Palais und ließ es 1861 / 1862 von Carl Tietz umgestalten. Von 1862 an wohnte Hohenlohe hier mit seiner Ehefrau Marie geb. Sayn-Wittgenstein. 1874 wurde die Gartenfront im französischen Barockstil umgestaltet.

## Beschreibung
Die zweigeschoßige und 15 Fensterachsen lange Straßenfront wird durch einen dreiachsigen überhöhten Mittelrisalit strukturiert, der das Portal aufnimmt. Die drei Fenster des Risalits besitzen eine Dreiecksgiebelverdachung, während die verbleibenden Fenster der Beletage eine gerade Konsolverdachung haben. Die Parapetfelder sind mit reichem floralen Dekor geschmückt, der sich auch über die Balkonbrüstung mit Wappenkartusche des Mittelfensters zieht. Die Fenster im Erdgeschoß sind hingegen schmucklos. Die Fassade wird durch ein Konsolgesims mit dekorativem Fries abgeschlossen.